# 薩摩白川駅
薩摩白川駅（さつましらかわえき）は、かつて鹿児島県日置郡金峰町白川（現・南さつま市金峰町白川）にあった鹿児島交通知覧線の駅（廃駅）である。

## 歴史
- 1927年（昭和2年）6月1日：薩南中央鉄道開業と共に開業。
- 1943年（昭和18年）4月2日：薩南中央鉄道が南薩鉄道に吸収合併され、同社知覧線の駅となる。
- 1965年（昭和40年）11月15日：知覧線廃止に伴い廃駅。

## 駅構造
地上駅であった。

## 廃止後の現状
駅跡は盛り土に埋められており、その中にプラットホームが残っているといわれている。数年前までは廃止後に撤去されたレールが山積みにされて保管されていたが、盗難に遭い現在はなくなっている。駅跡付近にはバス停があり、鹿児島〜大坂〜加世田線と加世田・中津野循環線が運行。正式なバス停名は白川だが標柱は「白川駅」表示されている。
知覧寄りには田部田トンネルが残っているらしい。

## 隣の駅
鹿児島交通
知覧線
花瀬駅 - 薩摩白川駅 - 田部田駅